# Dos por uno (derecho)
Dos por uno es la denominación con que se conoce en Argentina un régimen del Derecho procesal penal por el cual se estableció que las personas detenidas preventivamente durante más de dos años, tenían el derecho a compensar la demora del Estado en llevarlas a juicio, computando doble el tiempo en exceso que permanecieron detenidos sin condena. El régimen fue establecido en ese país por la Ley N.º 24.390, conocida como Ley del Dos por Uno sancionada en 1994, que reglamentó el artículo 7.5 de la Convención Americana sobre Derechos Humanos, que establece el derecho de toda persona que resultara detenida y acusada de un delito, "a ser juzgada dentro de un plazo razonable o ser puesta en libertad". El régimen del dos por uno fue derogado en 2001 por la Ley N.º 25.430.

## Derecho a ser juzgado en un plazo razonable
La Convención Americana sobre Derechos Humanos (Pacto de San José) contempla en su artículo 7, los derechos y garantías relativos a la libertad personal y las restricciones impuestas al Estado para detener a las personas. Entre las mismas, la Convención establece que el Estado no puede detener arbitrariamente a las personas (7.3), que debe ser informada sin demora de las razones de su detención y los cargos que se le formulan (7.4) y que tiene "derecho a ser juzgada dentro de un plazo razonable o ser puesta en libertad" (7.5). Este último punto, textualmente dice:

Convención Americana sobre Derechos Humanos
Artículo 7. Derecho a la Libertad Personal
(...)
5. Toda persona detenida o retenida debe ser llevada, sin demora, ante un juez u otro funcionario autorizado por la ley para ejercer funciones judiciales y tendrá derecho a ser juzgada dentro de un plazo razonable o a ser puesta en libertad, sin perjuicio de que continúe el proceso. Su libertad podrá estar condicionada a garantías que aseguren su comparecencia en el juicio.

## Ley 24.390
El 2 de noviembre de 1994 el Congreso Nacional de Argentina, sancionó la Ley 24.390 con el fin de reglamentar el punto 5 del artículo 7 de la Convención Americana sobre Derechos Humanos. Entre sus principales disposiciones, el texto original de la norma establecía: 
- el plazo de la prisión preventiva no podía superar los dos años. La ley permitía prorrogar la detención un año más en casos de múltiples delitos o causas complejas (art. 1);[1]
- Si la persona era encontrada culpable, el plazo de dos años de la prisión preventiva podía extenderse seis meses más, mientras tramitaban las apelaciones (art. 2).[1]

En 2001 la Ley 24.390 fue reformada por la ley 25.430, que derogó el régimen del dos por uno y modificó la redacción original de varios artículos, estableciendo que
- el plazo de dos años se cuenta hasta que se dicte sentencia, y aunque esta no quede firme (sentencia firme es cuando no quedan más apelaciones);[2]
- si hubiera sentencia condenatoria, el plazo de la prisión preventiva no tiene límite máximo.[2]

## Régimen del dos por uno
En su artículo 7, el texto original de la Ley 24.390 establecía que una vez "transcurrido el plazo de dos años previsto en el artículo 1, se computará por un día de prisión preventiva dos de prisión o uno de reclusión", en tanto que el artículo 8 de la ley incorporaba el artículo anterior como artículo 24 del Código Penal. Ambos artículos sería derogados por la Ley 25.430 de 2001.
Por lo tanto, en su redacción original (mantenida hasta 2001), la Ley 24.390 estableció un sistema de compensación para aquellas personas que hubieran resultado condenadas, pero que su juicio no se hubiera realizado en el "plazo razonable", debiendo permanecer detenidas más de dos años sin saber el resultado de la acusación de que era objeto.

## Ley 27.362 de interpretación del dos por uno
El 9 de mayo de 2017 la Cámara de Diputados del Congreso de la Nación se reunió de urgencia para sancionar una ley que pudiera frenar las consecuencias del fallo de la Corte Suprema aplicando el dos por uno en delitos de lesa humanidad. Las bancadas del Frente para la Victoria, el PRO, el Movimiento Evita, Libres del Sur y el Partido Socialista, presentaron sendos proyectos que fueron unificados, en un solo texto estableciendo que: 
- 1) el cómputo del dos por uno "no es aplicable a conductas delictivas que se encuadren en la categoría de delitos de lesa humanidad";
- 2) el cómputo del dos por uno "será aplicable solamente a aquellos casos en los que el condenado hubiere estado privado de su libertad en forma preventiva durante el período comprendido entre la entrada en vigencia (1994) y la derogación (2001) de aquella ley".[3]
- 3) los dos puntos anteriores constituyen "la interpretación auténtica del artículo 7° de la ley 24.390 —derogado por ley 25.430— y será aplicable aún a las causas en trámite".

La Cámara de Diputados aprobó el proyecto esa misma noche, por 211 votos a favor y uno en contra. Con media sanción, el proyecto pasó al día siguiente a la Cámara de Senadores, donde fue aprobado ese mismo día por unanimidad (56 votos a favor). La norma fue publicada como Ley N.º 27.362.